# Милтон (Западна Вирџинија)
Милтон (енгл. Milton) град је у америчкој савезној држави Западна Вирџинија.

## Демографија
По попису из 2010. године број становника је 2.423, што је 217 (9,8%) становника више него 2000. године.
| Група             | 2000.         | 2010.         |
| Белци             | 2.177 (98,7%) | 2.361 (97,4%) |
| Афроамериканци    | 10 (0,5%)     | 18 (0,7%)     |
| Азијати           | 1 (0,0%)      | 2 (0,1%)      |
| Хиспаноамериканци | 15 (0,7%)     | 24 (1,0%)     |
| Укупно            | 2.206         | 2.423         |